# 西崴子电站水库
西崴子电站水库是中国吉林省延边朝鲜族自治州敦化市境内的一座水库，位于牡丹江上，建于1977年。水库正常库容为3320万立方米，集雨面积为2930平方千米，海拔为408米。